# امبیلاب
امبیلاب (به لاتین: Ambilobe) یک سکونتگاه مسکونی در ماداگاسکار است که در دیانا (ماداگاسکار) واقع شده‌است.

## خصوصیات
امبیلاب ۵۶٬۰۰۰ نفر جمعیت دارد و ۴۷ متر بالاتر از سطح دریا واقع شده‌است.